# Mários Loïzídis
Mários Loïzídis (grec moderne : Μάριος Λοϊζίδης ; 1928-1988) est un artiste visuel chypriote grec.

## Biographie
Loïzídis est né à Nicosie, à Chypre. il étudie la peinture et la lithographie à la Saint Martin's School of Art de Londres, entre 1951 et 1954, ainsi que des cours de scénographie et de costumes. Il travaille ensuite à Londres pendant plusieurs années en tant que graphiste et designer. Il s'installe en Grèce en 1958 et, travaillant exclusivement comme peintre, vit sur l'île d'Hydra de 1961 jusqu'à sa mort en 1988. Loïzídis réalise plus de 10 expositions personnelles au cours de sa vie, notamment à Londres, Bruxelles, Athènes et Nicosie. Il participe également à plusieurs expositions collectives, dont la Biennale d'Alexandrie (1968).
En 2002, une grande exposition rétrospective de ses œuvres est organisée à la Galerie nationale d’art contemporain chypriote à Nicosie. Ses œuvres se trouvent dans la Collection nationale d'art contemporain chypriote, dans la collection de la Galerie nationale de Grèce à Athènes, dans la collection du Musée Vorres, en Grèce, ainsi que dans plusieurs collections privées à travers l'Europe et l'Amérique du Nord.